# Vale Royal
Vale Royal war ein District mit dem Status eines Borough in der Grafschaft Cheshire in England. Verwaltungssitz war die Stadt Winsford. Weitere bedeutende Orte waren Frodsham, Helsby und Northwich.
Der Bezirk wurde am 1. April 1974 gebildet und entstand aus der Fusion der Urban Districts Northwich und Winsford, des Rural District Northwich und eines Teils des Rural District Runcorn. Am 1. April 2009 wurde er aufgrund einer Gebiets- und Verwaltungsreform aufgelöst und ging in der neuen Unitary Authority Cheshire West and Chester auf.
Koordinaten: 53° 15′ N, 2° 36′ W